# Фрідріх Шляєрмахер
Фрідріх Данієль Ернст Шляєрмахер (Шлеєрмахер)(нім. Schleiermacher; 21 листопада 1768, Бреслау — 12 лютого 1834, Берлін
) — німецький філософ, теолог і проповідник.

## Погляди
Філософія Шляєрмахера має еклектичний характер: у гносеології він примикав до Канта, симпатизуючи разом з тим раціоналізму Спінози; не схильний до метафізики в релігії, водночас вступав у союз із романтичною містикою. Шляєрмахер безсумнівно мав здатність поєднувати непоєднуване.
Його загальнофілософські погляди викладені в «Діалектиці», що з'явилася в пресі тільки після його смерті. Під діалектикою він розуміє мистецтво філософського обґрунтування. Можливість філософського пізнання обумовлюється повною відповідністю мислення і буття. Логічному зв'язку понять відповідає причинний зв'язок зовнішньої дійсності. Як родові поняття служать логічною підставою для видових, так точно вищі роди буття реально обумовлюють існування нижчих. Пізнання виникає з взаємодії двох чинників: органічної або чуттєвої та інтелектуальної функцій. Органічна дає матеріал, інтелектуальна — форму. Перша обумовлює хаотичне різноманіття сприйняття, друга вносить систему, визначеність і єдність. У переважанні тієї чи іншої з цих функцій постійно коливається людське мислення, переходячи від чистого сприйняття до абстрактних понять. Сходячи від конкретних уявлень чуттєвості до все більш і більш загальних понять, мислення, нарешті, приходить до ідеї абсолютної єдності буття. Ця ідея вже не є поняттям, бо вона не виражає нічого певного. Вона належить до невизначеного суб'єкта нескінченної кількості суджень.
Двом чинникам мислення відповідають два роди буття: реальне та ідеальне. Самосвідомість доводить внутрішню тотожність буття і мислення реального й ідеального. В основі всього буття лежить абсолютна світова єдність або Бог. Ця єдність неминуче передбачається нашим мисленням, але ніколи не може бути здійснена в думці. Позбавлене такої єдності, наше пізнання є завжди відносним. Метафізичні та релігійні поняття про Бога, на думку філософа, анітрохи не висловлюють Його сутності. Приписувані звичайно Богу різні якості або властивості суперечать Його єдності.